# Peter Plaugborg
Peter Plaugborg est un acteur danois, né le 12 avril 1980 à Ølgod en Ribe.

## Filmographie

### Films
- 2008 : Les Soldats de l'ombre (Flammen og Citronen) d’Ole Christian Madsen : Lillebjørn
- 2009 : Brotherhood (Broderskab) de Nicolo Donato : le sergent
- 2010 : Submarino de Thomas Vinterberg : le petit frère de Nick, père de Martin
- 2010 : Frihed på prøve d’Erik Clausen : l’original
- 2012 : Viceværten de Katrine Wiedemann : Carsten
- 2013 : Les Enquêtes du département V : Miséricorde (Kvinden i buret) de Mikkel Nørgaard : Lars Henrik 'Lasse' Jensen
- 2014 : Miraklet de Simon Staho : Erik
- 2015 : The Shamer (Skammerens datter) de Kenneth Kainz : Drakan
- 2015 : Idealisten de Christina Rosendahl : Poul Brink
- 2015 : I dine hænder de Samanou Acheche Sahlstrøm : Niels
- 2017 : Winter Brothers (Vinterbrødre) de Hlynur Pálmason : Daniel
- 2018 : Slangens gave d’Ask Hasselbalch et Peter Flinth : Drakan

### Courts métrages
- 2011 : Junk Love de Nikolaj Feifer : Edwin
- 2013 : Nomansland de Karsten Geisnæs : Christian
- 2015 : Sorte måne de Kasper Skovsbøl : Jens
- 2015 : Machine de Sunit Parekh : John
- 2017 : Little Dancer de Nils Holst-Jensen : Johannes

### Séries télévisées
- 2008 : Album : Højt på strå (saison 1 épisode 3 : Bullshit)
- 2013 : Borgen, une femme au pouvoir (Borgen) : Asger Fønskmark (saison 3 épisode 4 : Le malheur des uns… (Den enes død…))
- 2014 : 1864 : le sergent Jespersen (6 épisodes)
- 2015-2016 : Ditte & Louise (da) : René (3 épisodes)
- 2016 : Bedre skilt end aldrig : Martin (8 épisodes)
- 2020 : Cry Wolf (Ulven kommer) : Simon